# Awarua Satellite Ground Station

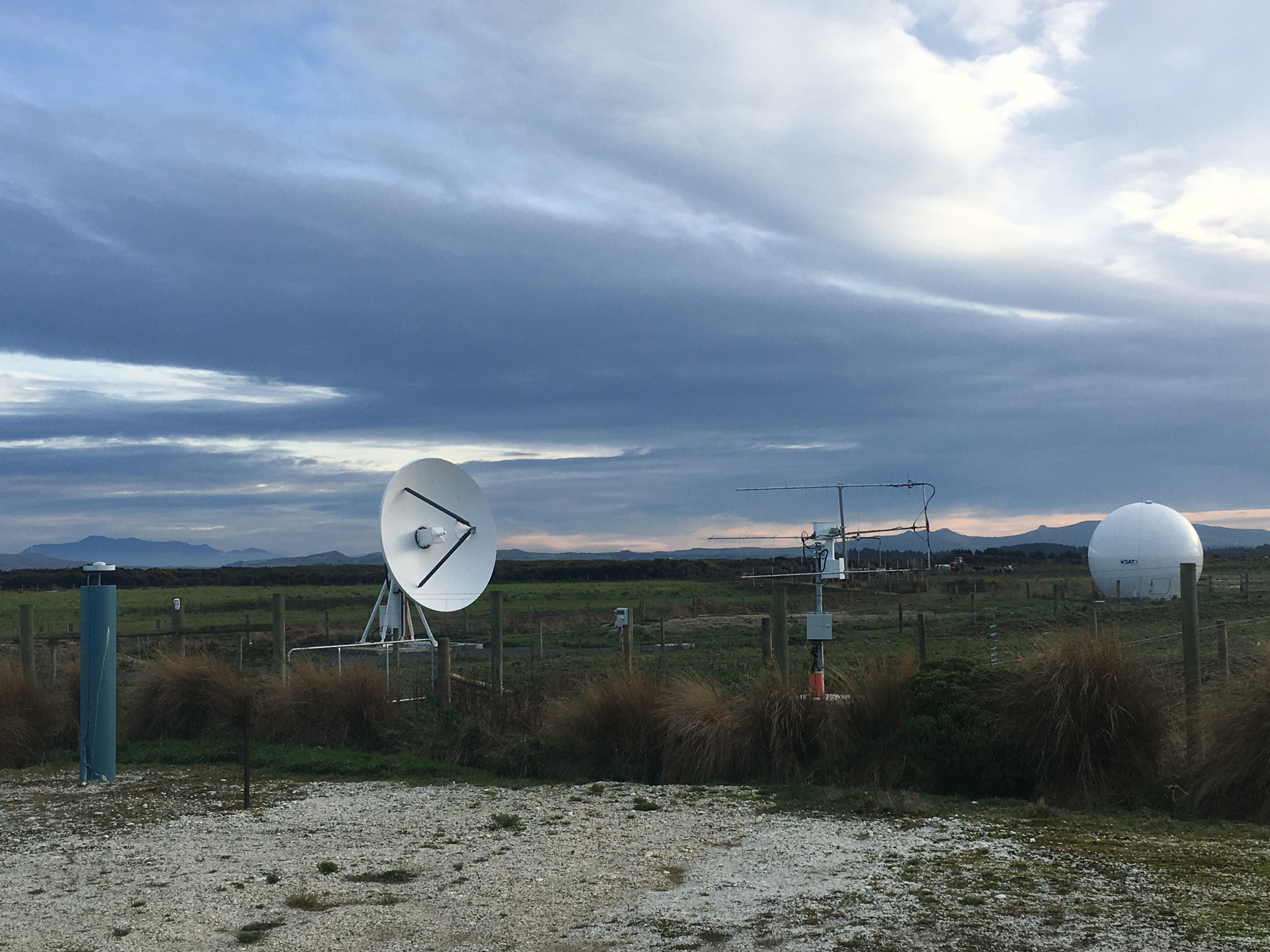
Einige Antennen der Awarua Satellite Ground Station

Die Awarua Satellite Ground Station, ehemals Awarua Tracking Station genannt, ist eine Erdfunkstelle am südlichen Ende der Südinsel von Neuseeland.

## Geographie
Die auf einer Fläche von 4,75 Hektar in den Awarua Plains errichtete Anlage befindet sich rund 11 km südsüdsüdöstlich vom Stadtzentrum der Stadt Invercargill entfernt und rund 8,1 km nordnordöstlich von Bluff. Der Bluff Harbour, der zwischen der Anlage und der Stadt Bluff liegt, ist rund 2,4 km in südwestlicher Richtung zu finden.

## Geschichte
Am 29. März 2007 unterzeichneten die Botschafterin der neuseeländischen Regierung in Frankreich, Sarah Dennis und der Vertreter der European Space Agency (ESA), Jean-Jacques Dordain, eine Vereinbarung über die Installation einer transportablen Telemetriestation zur Verfolgung der Trägerrakete vom Typ Ariane 5, die das Automated Transfer Vehicle (ATV) der ESA bei seinem Jungfernflug im Herbst desselben Jahres in die Umlaufbahn bringen sollte. Die ersten Erkundungen zu einem geeigneten Standort begannen bereits im März des Jahres 2004. Schließlich wurde der Standort in den Awarua Plains, 11 km von Invercargill entfernt, als geeignet ausgewählt. Die ESA beauftragte daraufhin die französische Raumfahrtagentur CNES und Venture Southland, hinter letzterem der Invercargill City Council, der Southland District Council und der Gore District Council standen, mit der Einrichtung und dem Betrieb der Tracking Station, die schließlich Awarua Tracking Station genannt wurde. Der Aufbau der Station kostete ca. 8 Millionen $NZ.
Im März 2008 hob mit der Jules Verne die erste Ariane 5 mit dem ATV-System von der Abschussbasis des Raumfahrtzentrum Guayana in Französisch-Guayana ab und damit wurde die Awarua Tracking Station in Dienst gestellt. Weitere vier Flüge sollten folgen. 2014 war das Projekt für die ESA abgeschlossen, doch schon 2008 schenkte die ESA die Einrichtung der Tracking Station Venture Southland, um die Entwicklung der Raumfahrt in Neuseeland zu fördern.
2015 erfolgte der Bau einer zweiten Antenne und eines weiteren Radom im Zusammenhang mit einem Vertrag mit Planet Labs. Weitere Anlagen sollten folgen sowie die Zusammenarbeit mit dem European Space Operations Centre (ESOC).
Am 18. Juli 2016 wurde die Space Operations New Zealand gegründet und vermutlich war dies auch der Zeitpunkt zu dem die Awarua Tracking Station in Awarua Satellite Ground Station umbenannt wurde. Am 29. März 2019 erfolgte die Gründung der Southland Regional Development Agency (Great South), die im Juni 2021 Space Operations New Zealand zum symbolischen Preis von 1 $NZ von dem Venture Southland Trust übernahm. Am 1. Oktober 2021 wurde dann Space Operations New Zealand ein eigenständiges Unternehmen, aber zu 100 % im Besitz der Southland Regional Development Agency.

## Erdfunkstelle
Die Awarua Satellite Ground Station besaß vor der COVID-19-Pandemie 24 Antennen und baute die Anlage (Stand April 2024) bis auf 35 installierte Antennen aus. Die Planung von Space Operations New Zealand sieht vor, bis Mitte des Jahres 2025 den Bestand an Erdfunkantennen auf 42 zu erhöhen. Space Operations New Zealand vermietet Antennen an Satellitenbetreiber und an Raumfahrtunternehmen, wie zum Beispiel Rocket Lab.
Laut eigegen Angaben betreibt das Unternehmen eine Reihe von UHF-Antennen, die es an Satellitenbetreiber im 450 MHz/400 MHz-Band vermieten kann. Für den Halbduplexbetrieb im 400-MHz- bis 403-MHz-Band betreibt das Unternehmen eine bistatische Bodenstation mit Empfangsantennen in der Awarua Satellite Ground Station und Sendern in Invercargill. Dadurch können bis zu drei gleichzeitige Satellitenübergänge unterstützt werden, ohne dass dies die Empfänger blockiert. Auch vermietet das Unternehmen 3,7 Meter S/X-Band-Antennen und S-Band-Spiralantennen mit geringer Verstärkung von 9–16 dBi. Das Unternehmen gibt an, dass sie auf der Anlage der Awarua Satellite Ground Station Antennen für spezifische Anforderungen der Kunden entwerfen und bauen kann. Die derzeitige Flächennutzungsgenehmigung erlaubt die Errichtung von Antennen bis zu einer Höhe von 11 Metern. Die Awarua Satellite Ground Station verfügt über eine Glasfaserstrecke nach Invercargill, von wo aus über drei Unterseekabel Verbindungen mit dem Rest der Welt hergestellt werden können. Ein Mikrowellen-Backup zwischen der Awarua Satellite Ground Station und Invercargill sorgt für Ausfallschutz der Datenübertragung.

## Solartsunami
Solartsunami ist ein von der University of Otago geschaffener Begriff zu Magnetfeldmessungen in Neuseeland, die für Modelle und Simulationen von geomagnetisch induzierten Strömen (GIC) in einem lokalen Kontext sowie für die Auswirkungen dieser Ströme auf die nationale Infrastruktur verwendet werden können. Von den sieben Messstationen, die zu diesem Zweck über das gesamte Land verteilt sind (Nordinsel, Südinsel und Chatham Islands), befindet sich eine davon auf dem Gelände der Awarua Satellite Ground Station. Die erste Serie von Magnetometern wurde im Oktober 2021 auf dem Gelände installiert.